# Crawl (film)
Crawl is een Amerikaanse rampen-horrorfilm uit 2019 geregisseerd en mede geproduceerd door Alexandre Aja. De film ging op 12 juli 2019 in première.

## Verhaal
Wanneer aspirant-zwemster Haley Keller (Kaya Scodelario) een telefoontje krijgt dat een categorie 5-orkaan onderweg naar Florida is en dat ze zo snel mogelijk moet vertrekken, besluit ze juist naar Coral Lake te gaan om te zorgen dat haar vervreemde vader, Dave (Barry Pepper) veilig is. Ze kan haar vader niet in zijn flat vinden en besluit naar hun oude huis te gaan. Met de hulp van hun familiehond vindt Haley haar bewusteloze vader in de kruipruimte onder het huis. Door de orkaan begint Coral Lake langzaam onder water te staan en loopt de kelder vol met water.
Terwijl Haley haar vader naar buiten probeert te slepen, ontdekt ze tot haar grote schrik dat er in de kelder een grote alligator is die haar de weg verspert. Terwijl de kelder verder volloopt met water probeert Haley te ontsnappen om hulp te halen voor haar vader. Buitenshuis komt Haley er echter achter dat Coral Lake al ruim een meter onder water staat en vol is met alligators.

## Rolverdeling
| Acteur          | Personage     | Opmerkingen                       |
| --------------- | ------------- | --------------------------------- |
| Kaya Scodelario | Haley Keller  | studente                          |
| Barry Pepper    | Dave Keller   | vader van Haley en Beth           |
| Morfydd Clark   | Beth Keller   | Haleys oudere zus en ex van Wayne |
| Ross Anderson   | Wayne Taylor  | politieagent en ex van Beth       |
| Jose Palma      | Pete          | politieagent                      |
| Anson Boon      | Stan          | plunderaar                        |
| Colin McFarlane | De gouverneur |                                   |
| George Somner   | Marv          |                                   |
| Ami Metcalf     | Lee           |                                   |
| Annamaria Serda | Emma          |                                   |
| Savannag Steyn  | Lisa          |                                   |

## Achtergrond
De film werd geregisseerd en mede geproduceerd door Alexandre Aja, voor de productie werd hij bijgestaan door Craig Flores en Sam Raimi. Het scenario van de film werd geschreven door Michael Rasmussen en Shawn Rasmussen. De opnames van de film vonden plaats in de Verenigde Staten, voornamelijk rond Tampabaai in Tierra Verde, Lake Maggiore in St. Petersburg en in Thonotosassa. Hoofdrollen in de film waren weggelegd voor Kaya Scodelario en Barry Pepper.

## Release en ontvangst
Crawl ging op 12 juli 2019 in première. De film werd werd door recensenten in het algemeen goed ontvangen. Op Rotten Tomatoes heeft de film een score van 84% op basis van 203 beoordelingen. Metacritic komt op een score van 60/100, gebaseerd op 31 beoordelingen.